# Madonna che allatta il Bambino (Luini, Pinacoteca Ambrosiana)
Madonna che allatta il Bambino è un dipinto a tempera e olio su tavola di Bernardino Luini, conservato nella Pinacoteca Ambrosiana di Milano.

## Storia
Il dipinto entrò a far parte della Collezione Ambrosiana nel 1827, in seguito alla donazione del conte Giovanni Edoardo De Pecis.

## Descrizione e stile
Il delicato volto di Maria, il disegno dei panneggi, le stesure cromatiche con leggere velature di colore, testimoniano da un lato l'appartenenza alla scuola leonardesca, dall'altro l'influsso di Raffaello.